# Baccaurea
Baccaurea är ett släkte av emblikaväxter. Baccaurea ingår i familjen emblikaväxter.

## Bildgalleri

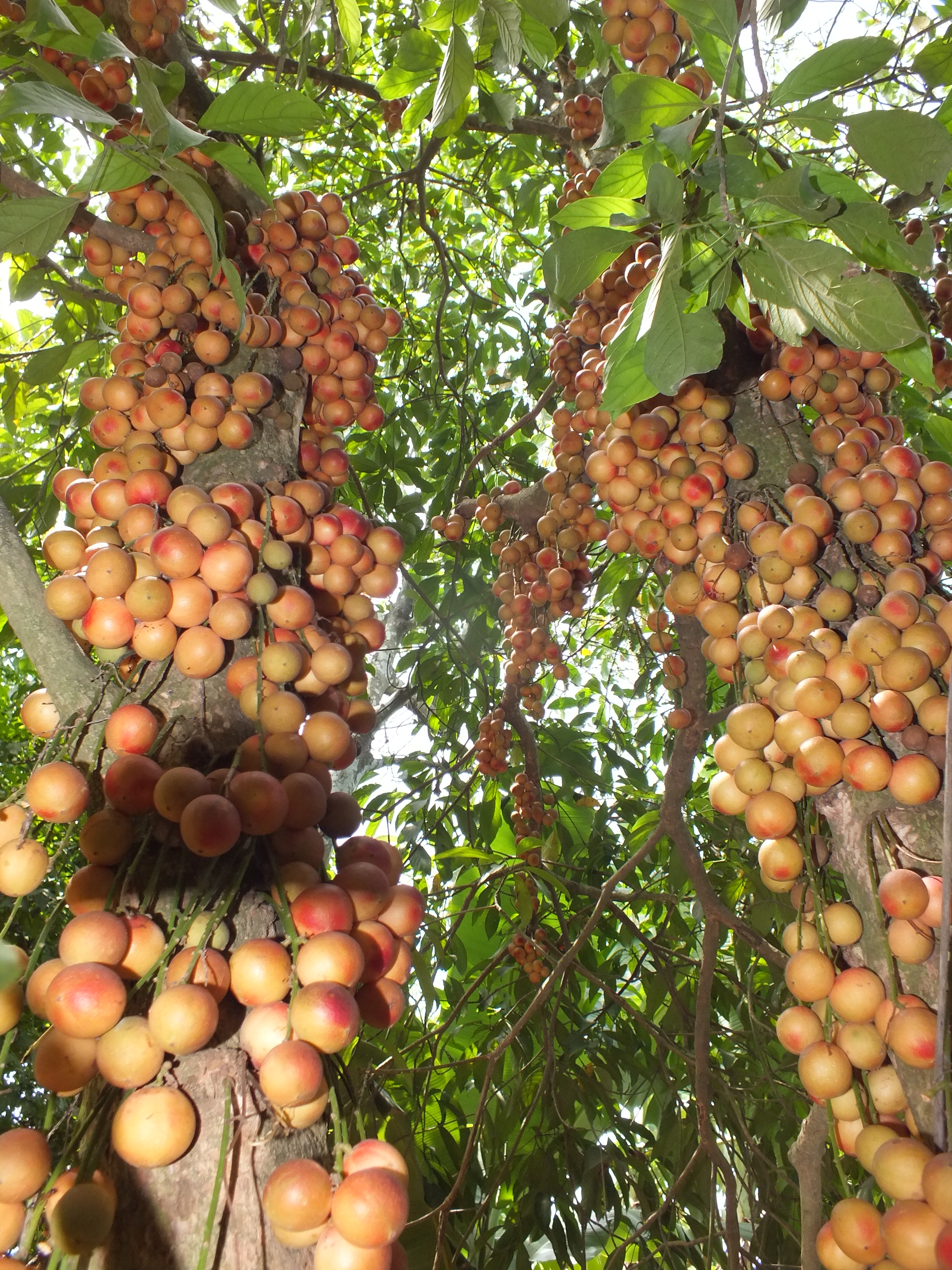
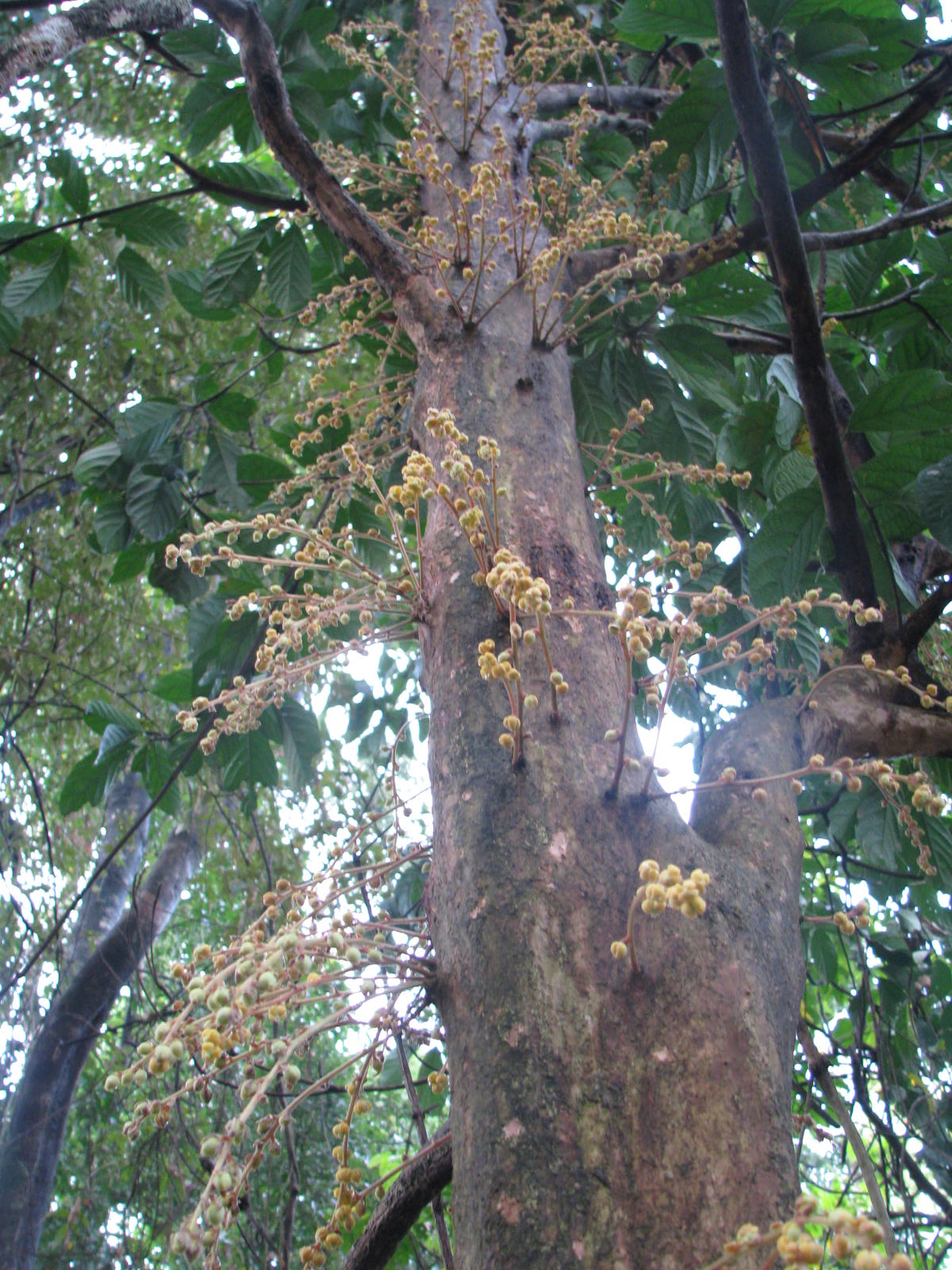

## Dottertaxa tillBaccaurea, i alfabetisk ordning[1]
- Baccaurea airyshawii
- Baccaurea angulata
- Baccaurea annamensis
- Baccaurea bakeri
- Baccaurea bracteata
- Baccaurea brevipes
- Baccaurea carinata
- Baccaurea celebica
- Baccaurea costulata
- Baccaurea courtallensis
- Baccaurea dasystachya
- Baccaurea deflexa
- Baccaurea dolichobotrys
- Baccaurea dulcis
- Baccaurea edulis
- Baccaurea henii
- Baccaurea javanica
- Baccaurea lanceolata
- Baccaurea macrocarpa
- Baccaurea macrophylla
- Baccaurea maingayi
- Baccaurea malayana
- Baccaurea microcarpa
- Baccaurea minor
- Baccaurea mollis
- Baccaurea motleyana
- Baccaurea multiflora
- Baccaurea nanihua
- Baccaurea nesophila
- Baccaurea odoratissima
- Baccaurea papuana
- Baccaurea parviflora
- Baccaurea philippinensis
- Baccaurea polyneura
- Baccaurea ptychopyxis
- Baccaurea pubera
- Baccaurea purpurea
- Baccaurea pyriformis
- Baccaurea racemosa
- Baccaurea ramiflora
- Baccaurea reniformis
- Baccaurea reticulata
- Baccaurea sarawakensis
- Baccaurea seemannii
- Baccaurea simaloerensis
- Baccaurea sumatrana
- Baccaurea sylvestris
- Baccaurea taitensis
- Baccaurea tetrandra
- Baccaurea trigonocarpa
- Baccaurea velutina